# Chatusza (rejon konyszowski)
Chatusza (ros. Хатуша) – wieś (ros. деревня, trb. dieriewnia) w zachodniej Rosji, w sielsowiecie naumowskim rejonu konyszowskiego w obwodzie kurskim.

## Geografia
Miejscowość położona jest nad Czmaczą (lewy dopływ Swapy), 5 km od centrum administracyjnego sielsowietu (Naumowka), 17,5 km na północny zachód od centrum administracyjnego rejonu (Konyszowka), 79 km na północny zachód od Kurska.
We wsi znajduje się 47 posesji.
Klimat
Miejscowość, jak i cały rejon, znajduje się w strefie klimatu kontynentalnego z łagodnym ciepłym latem i równomiernie rozłożonymi opadami rocznymi (Dfb w klasyfikacji klimatów Köppena).

## Demografia
W 2010 r. wieś zamieszkiwało 18 osób.